# Leg med musik og sang
Leg med musik og sang er en dansk dokumentarfilm fra 1968 instrueret af Flemming la Cour efter manuskript af Grethe Agatz og Flemming la Cour.

## Handling
Reportage fra forskellige undervisningssituationer i børnehaven og de første skoleår.